# ارلینگ نیلسن
ارلینگ نیلسن (انگلیسی: Erling Nilsen; ۳۰ دسامبر ۱۹۱۰ – ۲۳ آوریل ۱۹۸۴) بوکسور اهل نروژ بود.